# Axel Gavelin
Axel Olof Gavelin, född 4 oktober 1875 i Vilhelmina, Västerbottens län, död 14 juni 1947 i Stockholm, var en svensk geolog och ämbetsman, far till Sven Gavelin.

## Biografi
Gavelin blev filosofie doktor vid Uppsala universitet 1905, anställdes som tillförordnad geolog vid Sveriges geologiska undersökning (SGU) 1902, blev statsgeolog 1903, tillförordnad chef 1914 och överdirektör 1916–1941. Sina huvudsakligaste geologiska arbeten utförde han inom Sveriges urbergsområden samt i fjällkedjan. Viktiga är hans arbeten om urberget i nordöstra Smålands kustområde (kartbladet Loftahammar m.m.), om ett nytt postarkeiskt eruptivområde i norra Småland (mellan Vättern och Tranås) samt om Ruotivaretrakten. Till kvartärgeologin lämnade han stora bidrag, dels om de isdämda sjöarna i Lappland och norra Jämtland (1910), dels om nivåförändringar hos sjöarna på Småländska höglandet samt om trädgränsens nedgång. 
Om hans verksamhet som chef för SGU kan nämnas att han under första världskriget riktade stort intresse åt ekonomiskt nyttiga råvaror, och startade undersökningar för att söka upp nya malmfyndigheter, i vilka han själv tog verksam del, dels inom fjälltrakterna i Jämtland och Västerbottens län, dels inom det s.k. Skelleftefältet, varvid uppmärksamheten varit riktad dels på svavelkis, dels på sulfidmalmer av koppar och zink. 
Han blev ledamot av Vetenskapsakademien 1922, av Lantbruksakademien samma år, av Fysiografiska sällskapet i Lund 1924 och av Ingenjörsvetenskapsakademien 1925.
Gavelin blev 1930 ordförande i Svenska naturskyddsföreningen. Han är begravd på Danderyds kyrkogård.